# Nowy Targ
Nowy Targ (magyarul Újvásár, szlovákul Nový Targ, németül Neumarkt) város Lengyelország déli részén, a Kis-lengyelországi vajdaságban. Podhale régió „fővárosa”.

## Fekvése
A Magas-Tátra északi lábánál, a Nowy Targi-medencében, a Fehér- a Fekete-Dunajec Dunajeccé összefolyásánál található.

## Története évszámokban
- 1308. Ciszterciek érkeznek a területre, hogy településeket alapítsanak.
- 1346. Nagy Kázmér lengyel király megalapítja Nowy Targot, s ezzel egyidejűleg jelentős autonómiát biztosít a városnak a magdeburgi törvények alapján.
- 1487. A lengyel király, IV. Kázmér megadja a jogot kettő, éves fesztiválhoz és a heti, csütörtökön tartandó vásárhoz. (A heti szabadtéri piac manapság is folytatódik csütörtöki és szombati reggeleken.)
- 1533. Nowy Targ városa árumegállító jogra tesz szert.
- 1601. Egy tűzvész megsemmisíti a parókiát és a városi irattárat.
- 1656. A várost X. Károly Gusztáv svéd király csapatai kifosztják.
- 1710. Leég 41 lakóház és a templom egy másik tűzvészben.
- 1770. Ausztria Nowy Targot annektálja. Lásd még: Lengyelország három felosztása.
- 1886. Felépül a városháza.
- 1918. A régió csatlakozik az I. világháborút követően az újjászervezett Lengyelországhoz, előzőleg a de facto Lemkó Köztársaság része[forrás?].
- 1933. Ignacy Mościcki köztársasági elnök látogatása a városban.
- 1939. Német és szlovák csapatok támadása szeptember 1-jén ~16 órakor (Szlovák hadjárat Lengyelország ellen (1939)).
- 1941. Megalakult az ellenállási mozgalom Tátrai Konföderáció néven.
- 1942. augusztus 30-án a zsidó gettót a németek felszámolták.
- 1945. január 29-én a Vörös Hadsereg kiveri a városból a német megszállókat.
- 1979. június 8-án a városba látogat II. János Pál pápa.

## Kultúra
- Miejski Ośrodek Kultury
- Kino "Tatry"
- Galeria Jatki , Małopolskie Biuro Wystaw Artystycznych Archiválva 2006. december 19-i dátummal a Wayback Machine-ben
- Kino "Kabina"
- Muzeum Podhalańskie PTTK

## Gazdaság
Nowy Targ Podhale és Kis-Lengyelország déli részének kereskedelmi, kommunikációs és ipari központja. Szlovákia számára is fontos kereskedelmi központ. Fennállásának kezdetétől a várost a kereskedelem és a kézművesség kapcsolta össze. Már a középkorban is fontos pontja volt a Sziléziából Magyarországra vezető kereskedelmi útvonalnak. Nowy Targnak joga volt sót, rézt, ólmot és bort tárolni, és 1533-ban kiváltságot adtak ki, amely szerint a külföldi kereskedők nem kerülhetik meg a várost. A híres Nowy Targ vásár, melynek története a 13. századra nyúlik vissza, máig működik, amikor az éves vásár rendezésének kiváltságosságát III. Jelenleg csütörtökön és szombaton tartanak vásárokat, zsúfolt turistáktól, akik regionális termékeket, báránybőr kabátokat és Podhale sajtokat szeretnének vásárolni.
Nowy Targban számos üzlet, szupermarket és bevásárlóközpont található. Számos hazai és külföldi üzletláncnak van üzlete, pl. E. Leclerc, Castorama, Carrefour, Jysk. Nowy Targban több autószalon is található, például Volkswagen, Škoda, Land Rover, Renault, Dacia, Audi, Ford Motor Company, Hyundai, Citroën, Peugeot, Fiat, Opel, Chevrolet, Suzuki, Honda és Kia. Sok Kis-Lengyelország déli részén működő szolgáltató cég székhelye Nowy Targban található. Az egyik fő szerepet a kereskedelem és a szolgáltatások mellett az ipar, azon belül is a bőripar tölti be. A Lengyel Népköztársaság idején Nowy Targ volt a Nowy Targ Zakłady Przemysłu Skórzanego "Podhale" otthona, amely körülbelül 10 000 embert foglalkoztatott. emberek. Jelenleg a Wojas és a Demar nagy lábbeligyártó cégek, valamint sok kisebb cég gyárai az NZPS egykori üzemeiben találhatók. A városban sok szőrös is dolgozik, akik a híres báránybőr kabátokat és egyéb bőrárut készítik.
A régió legnagyobb munkaadói:
- FMCG iparág: Żabka, Biedronka, Lidl, Netto, Delikatesy Centrum, Lewiatan, E. Leclerc,
- Gasztronómia: McDonald's, KFC, Da Grasso,
- Ruházati és sportipar: Martes Sport, CCC, 50 Style, Coccodrillo, Decathlon, Wojas,
- Banki szolgáltatások: BNP Paribas, PKO, Millennium, ING,
- Kozmetikai és optikai ipar: Rossman, Vision Express, Inter OPTYK,
- Építőipar és bútoripar: PSB Modom Podhale, Castorama, Kler,
- Üzemanyagipar: Circle K, Orlen,
- Bevásárlóközpontok: Dekada, Galeria Nowotarska, Park Handlowy Stopiak, Nowa Targowica (piactér),
- Egyéb (különböző): Pepco, Jump Planet, RTV Euro AGD.

## Építészet

### Szent Anna-templom

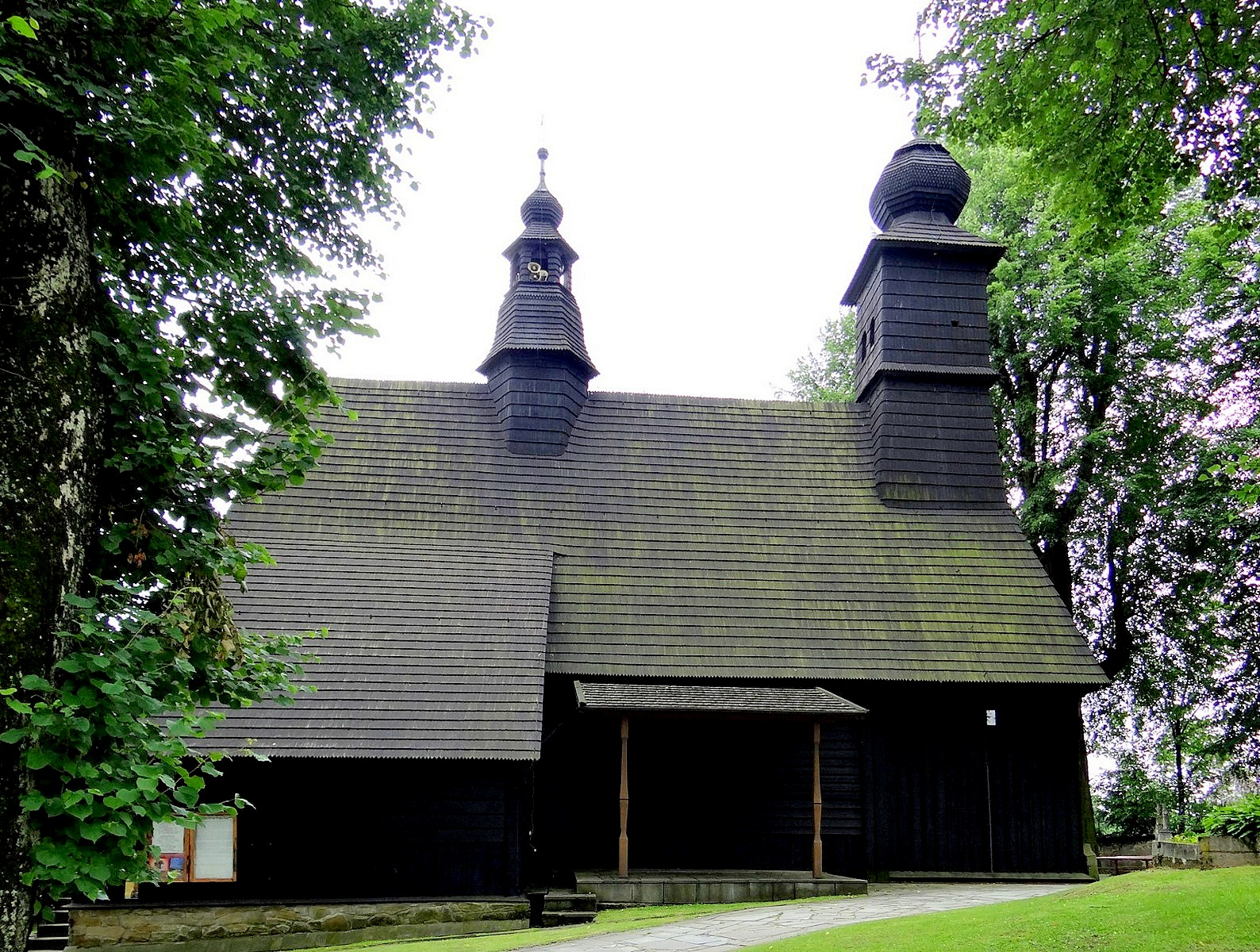
Szent Anna-templom

Az eredete a 15. századig nyúlik vissza a fából épített templomnak, ahonnan rálátás nyílik a városi temetőre. A helyi legendák alapján korábbra, 1219-re teszik az alapítását. Kezdetben gótikus stílusban épült a templom, majd a későbbi átépítések során barokk oltárrészletekkel, festményekkel, rokokó szószékkel, illetve egy 18. századi orgonával és harangtoronnyal is bővült.

### Szent Katalin-templom
Alexandriai Szent Katalinnak ajánlották, mely 1346-ban építtette Nagy Kázmér lengyel király. A templomot számos tűzvész és katonai támadást követően is mindig újjáépítették. 
A templombelső különösen megtartja a barokk karakterét az oltár és oldalkápolnák vonatkozásában. Bár egy részük másolat, mert a fából készült eredetiket korábban eltüzelték. A Szent Katalinról 1892-ben készült festménye uralja a fő oltárt.

## Oktatás
- Podhalańska Państwowa Wyższa Szkoła Zawodowa[halott link]

## Sport

### Jégkorong
- Podhale Nowy Targ

## Partnervárosok
- Évry, Franciaország
- Késmárk, Szlovákia
- Radevormwald, Németország
- Roverbella, Olaszország

## Fordítás
- Ez a szócikk részben vagy egészben  a   Nowy Targ című angol Wikipédia-szócikk fordításán alapul.  Az eredeti cikk szerkesztőit annak laptörténete sorolja fel. Ez a jelzés csupán a megfogalmazás eredetét és a szerzői jogokat jelzi, nem szolgál a cikkben szereplő információk forrásmegjelöléseként.